# Dalli-wa gamjatang
Dalli-wa gamjatang (달리와 감자탕?; titolo internazionale Dali and Cocky Prince) è un drama coreano trasmesso su KBS2 dal 22 settembre 2021.